# Michael Burawoy
Michael Burawoy (15 de junho de 1947 – 3 de fevereiro de 2025) foi um sociólogo britânico que trabalhou com teoria social marxista. É mais conhecido como o principal defensor da sociologia pública e como autor de Manufacturing Consent: Changes in the Labor Process Under Monopoly Capitalism — um estudo sobre a sociologia da indústria que foi traduzido para diversos idiomas.
Burawoy foi Professor de Sociologia na University of California, Berkeley e presidente da American Sociological Association em 2004. De 2006 a 2010, foi um dos vice-presidentes para o Comitê de Associações Nacionais da International Sociological Association (ISA). No XVII Congresso Mundial de Sociologia da ISA, foi eleito o 17.º Presidente da International Sociological Association (ISA) para o período de 2010 a 2014.

## Vida e carreira
Burawoy nasceu na Inglaterra em 15 de junho de 1947; seus pais haviam fugido da Rússia e da Ucrânia, se conheceram como estudantes em Leipzig (ambos com doutorado em Química) e chegaram à Grã-Bretanha em 1933. Ele foi educado na Manchester Grammar School e no Christ's College, Cambridge, formando-se em Matemática em 1968, antes de prosseguir com estudos de pós-graduação na recém-independente Zâmbia, enquanto trabalhava como pesquisador para a Anglo American PLC. Concluiu o mestrado na University of Zambia em 1972 e depois ingressou como doutorando na University of Chicago, finalizando sua tese de Sociologia com uma etnografia de trabalhadores industriais em Chicago, que mais tarde se tornou Manufacturing Consent: Changes in the Labor Process Under Monopoly Capitalism.
Burawoy ingressou no Departamento de Sociologia da University of California, Berkeley em 1976, como professor assistente. Ele foi chefe do Departamento de Sociologia de 1996 a 1998 e de 2000 a 2002.
Além de seu estudo sociológico do local de trabalho industrial na Zâmbia, Burawoy pesquisou ambientes industriais em Chicago, na Hungria e na Rússia pós-soviética. Seu método preferencial era geralmente a observação participante, mais especificamente a etnografia. Ele desenvolveu ainda mais o extended case method. Para seu livro The Radiant Past: Ideology and Reality in Hungary's Road to Capitalism (1992), trabalhou como operador de forno em uma siderúrgica húngara. Com base em seus estudos do local de trabalho, analisou a natureza do pós-colonialismo, a organização do socialismo de Estado e os problemas na transição do socialismo.
Burawoy se afastou de observar fábricas para analisar seu próprio local de trabalho — a universidade — a fim de considerar como a Sociologia era ensinada aos estudantes e como era levada ao domínio público. Seu trabalho sobre sociologia pública aparece mais notavelmente em seu discurso presidencial à American Sociological Association em 2004, no qual dividiu a Sociologia em quatro categorias distintas (embora sobrepostas): sociologia pública, policy sociology (voltada a um público extra-acadêmico), sociologia profissional (que dialoga com um público acadêmico familiarizado com quadros teóricos e metodológicos) e, por fim, critical sociology, que, como a sociologia pública, produz conhecimento reflexivo, mas que é acessível apenas a um público acadêmico, tal como a sociologia profissional.
Como Presidente da International Sociological Association, em seu pronunciamento no Congresso Mundial de Sociologia de 2014, declarou: “Entre economia e ciência política, a sociologia não é uma ciência social. É, antes, um socialismo científico... Nosso papel como sociólogos é observar, envolver-se e desafiar um mundo desigual... Então, sociólogos do mundo, uni-vos!”.
Em 2022, a University of Johannesburg concedeu a Burawoy um doutorado honorário “por suas consideráveis contribuições teóricas e metodológicas ao desenvolvimento da Sociologia”, destacando o “impacto profundo” de seu trabalho. Em seu discurso de aceitação, Burawoy comentou que “a África do Sul abriu meus olhos para os mistérios do apartheid e, mais tarde, para muitos mundos de opressão e luta”. Ele também afirmou enxergar a sociologia sul-africana “muito à frente das demais” e “na vanguarda do que chamo de ‘sociologia pública’”.
Em 2023, o Departamento de Sociologia da UC Berkeley criou um fundo de doações em apoio a estudantes em homenagem a Michael Burawoy, após uma doação de US$ 100 000 da ex-aluna Suava Zbierski-Salameh (que havia sido sua estudante). A reitora de Ciências Sociais, Raka Ray, declarou que “o impacto de Burawoy na Sociologia é monumental” e acrescentou que “sua presença nacional e internacional, juntamente com sua dedicação incansável a Berkeley, faz dele um pilar da nossa comunidade”.
Em 2024, Burawoy recebeu o W. E. B. Du Bois Career of Distinguished Scholarship Award da American Sociological Association. A citação enfatizou que “o trabalho de Burawoy contribuiu enormemente para nossa capacidade de compreender o mundo social” e descreveu sua defesa da sociologia pública como “uma intervenção crítica na área”. O texto ainda destacou sua “energia intelectual aparentemente infinita e devoção”.
Burawoy defendeu a solidariedade à Palestina dentro da American Sociological Association, escrevendo e organizando em apoio a uma “Resolution for Justice in Palestine” da ASA.
Burawoy foi morto em 3 de fevereiro de 2025, aos 77 anos, por um motorista em alta velocidade que fugiu do local após atingi-lo em uma faixa de pedestres em Oakland.

## Legado
Após sua morte, a European Sociological Association escreveu que “comunidades sociológicas em todo o mundo perderam um dos gigantes da nossa disciplina”, descrevendo Burawoy como “um sociólogo de imensa integridade, paixão, bondade e rigor intelectual”. A British Sociological Association o classificou como “um estudioso verdadeiramente notável” e enfatizou que sua “brilhante produção acadêmica remodelou nossa compreensão do trabalho industrial e de seu impacto social mais amplo”. A Sociological Review Foundation, em declaração assinada pela professora Michaela Benson, afirmou que Burawoy foi “um acadêmico que inspirou gerações de colegas em todo o mundo por meio de seu trabalho, engajamento público e acolhimento humano”. A comunidade acadêmica global de Economia Sociológica e Economia Política, em um elogio de Oleg Komlik, referiu-se a Burawoy como “proeminente, inspirador e brilhante sociólogo e, acima de tudo, um ser humano extraordinário e gentil... O Professor Burawoy influenciou profundamente [...] sociólogos e ativistas em todo o mundo. Ele o fez por meio de seu imenso poder intelectual, pesquisas inovadoras [...], compromisso resoluto com o diálogo entre disciplinas e fronteiras, espírito moral, talentos excepcionais de comunicação e organização e notável generosidade pessoal.”.
Em artigo memorial publicado no Diario Feminista, a vice-presidente da International Sociological Association, Marta Soler Gallart, relembrou o apoio que Burawoy ofereceu a sobreviventes de assédio sexual na academia e seu respaldo a um centro que dava suporte a vítimas de assédio em universidades espanholas. Soler Gallart escreveu que “até o último momento Michael continuou apoiando vítimas e sobreviventes”.

## Publicações selecionadas

### Livros

#### Autor (ou co-autor)
- The Colour of Class on the Copper Mines: From African Advancement to Zambianization. Manchester: Manchester University Press, 1972
- Manufacturing Consent: Changes in the Labor Process Under Monopoly Capitalism. Chicago: University of Chicago Press, 1979
- The Politics of Production: Factory Regimes Under Capitalism and Socialism. Londres: Verso, 1985
- The Radiant Past: Ideology and Reality in Hungary's Road to Capitalism. Chicago: University of Chicago Press, 1992 (com János Lukács)
- The Extended Case Method: Four Countries, Four Decades, Four Great Transformations, and One Theoretical Tradition (University of California Press), 2009
- Symbolic Violence: Conversations with Bourdieu (Duke University Press), 2019

#### Livros colaborativos e editados
- Marxist Inquiries: Studies of Labor, Class and States. Chicago: University of Chicago Press. Supplement to the American Journal of Sociology. Editado com Theda Skocpol, 1983
- Ethnography Unbound: Power and Resistance in the Modern Metropolis. Berkeley: University of California Press, 1991 (com dez coautores)
- Uncertain Transition: Ethnographies of Change in the PostSocialist World. Lanham, MD: Rowman and Littlefield. Editado com Katherine Verdery, 1998
- От Деревянного Парижа к Панельной Орбите: Модель жилищных классов Сыктывкара. (From Timbered Paris to Concrete Orbita: The Structure of Housing Classes in Syktyvkar). Syktyvkar: Institute of Regional Social Research of Komi, 1999 (com Pavel Krotov e Tatyana Lytkina)
- Global Ethnography: Forces, Connections and Imaginations in a Postmodern World. Berkeley: University of California Press, 2000 (com nove coautores)

### Artigos
- "Dwelling in Capitalism, Traveling Through Socialism", pp. 21–44 in Baldoz et al. (editors), The Critical Study of Work (Philadelphia: Temple University Press.)
- Burawoy, Michael (2001). «Neoclassical Sociology: From the End of Communism to the End of Classes». American Journal of Sociology. 106 (4): 1099–1120. doi:10.1086/320299 Pdf.
- "What Happened to the Working Class?" pp. 69–76 in Kevin Leicht (ed.), The Future of the Market transition (New York: JAI Press), 2002
- "Sociological Marxism", pp. 459–86 in Jonathan Turner (ed.), The Handbook of Sociological Theory, 2002 (Plenum Books) (com Erik Wright)
- Burawoy, Michael (2003). «For a Sociological Marxism: The Complementary Convergence of Antonio Gramsci and Karl Polanyi». Politics and Society. 31 (2): 193–261. doi:10.1177/0032329203252270 Pdf.
- Burawoy, Michael (2003). «Revisits: An Outline of a Theory of Reflexive Ethnography». American Sociological Review. 68 (5): 645–679. JSTOR 1519757. doi:10.2307/1519757 Pdf.
- Burawoy, Michael (2004). «Public Sociology: South African Dilemmas in a Global Context». Society in Transition. 35 (1): 11–26. doi:10.1080/21528586.2004.10419104 Pdf.
- "The Critical Turn to Public Sociology", pp. 309–322 in Rhonda Levine (ed.), Enriching the Sociological Imagination: How Radical Sociology Changed the Discipline, New York, 2004
- «The World Needs Public Sociology». Norwegian Journal of Sociology (Sosiologisk Tidsskrift). 12 (3): 255–272. 2004 English pdf.
- "Antinomian Marxist", pp. 48–71 in Alan Sica and Stephen Turner (eds.), The Disobedient Generation: Social Theorists in the Sixties (Chicago: University of Chicago Press), 2005
- Burawoy, Michael (2005). «For Public Sociology». American Sociological Review. 70 (1): 4–28. JSTOR 4145348. doi:10.1177/000312240507000102 Pdf.
- "Provincializing the Social Sciences", pp. 508–525 in George Steinmetz (editor), The Politics of Method in the Human Sciences: Positivism and its Epistemological Others (Durhman, NC: Duke University Press), 2005
- Burawoy, Michael (2005). «The Return of the Repressed: Recovering the Public Face of U.S. Sociology, 100 Years on». The Annals of the American Academy of Political and Social Science. 600: 68–87. JSTOR 25046111. doi:10.1177/0002716205277028 Pdf.
- «Public sociology vs. the market (within "Economic sociology as public sociology" - discussion forum)». Socio-Economic Review. 5 (2): 356–367. 2007. doi:10.1093/ser/mwl031 Burawoy's website. Pdf.
- "Private Troubles and Public Issues", pp. 125–133 in Andrew Barlow (editor), Collaborations for Social Justice (Lanham, MD: Rowman and Littlefield), 2007
- Burawoy, Michael (2008). «A Public Sociology for California». Critical Sociology. 34 (3): 339–348. CiteSeerX 10.1.1.538.8222. doi:10.1177/0896920507088162 Pdf.

## Morte
Burawoy foi morto por um motorista em alta velocidade que fugiu do local em Oakland em 3 de fevereiro de 2025.